# 패신저스 (2016년 영화)
《패신저스》(영어: Passengers)는 2016년 공개된 미국의 SF, 모험,로맨스 영화이다. 모르텐 튈둠이 감독을 맡았으며, 존 스페이츠가 각본을 맡았다. 주연 배우는 제니퍼 로렌스와 크리스 프랫이다.

## 줄거리
우주 식민지 개척을 위해 수천 명의 사람들을 태우고 지구에서 120년 떨어진 행성으로 향하는 우주선 아발론호에서 이야기가 시작된다.  운석 충돌로 인해 수면 캡슐에 있던 정비공 엔지니어 짐 프레스턴이 예정보다 90년이나 일찍 깨어나게 된다. 그는 다시 수면 상태로 돌아갈 수 없었고, 지구와의 통신도 불가능했다.  고립된 채 절망하던 그는 수면 캡슐 속 아름다운 여성 오로라 레인을 발견하고 깊은 고민 끝에 그녀를 깨우기로 결심한다. 
오로라는 자신이 일찍 깨어났다는 사실에 절망하지만, 결국 현실을 받아들이고 짐과 함께 우주선 안에서 삶을 시작한다. 두 사람은 사랑에 빠지지만, 짐이 오로라를 고의로 깨웠다는 사실이 밝혀지면서 관계는 파국으로 치닫는다.  분노한 오로라는 짐을 외면하고 관계는 냉랭해진다.
그러던 중, 또 다른 수면 캡슐 고장으로 갑판 책임자 거스 맨쿠소가 깨어나면서 우주선에 심각한 문제가 발생했다는 사실이 드러난다. 잇따른 시스템 오류로 인해 우주선은 파괴될 위기에 처하고, 거스는 얼마 살지 못하고 죽는다. 짐과 오로라는 그의 도움을 받아 선내 깊숙한 곳으로 들어가 문제를 해결하려 한다.
결국 두 사람은 운석 충돌로 손상된 우주선 외부를 수리해야 한다는 것을 알게 된다. 짐은 위험을 무릅쓰고 우주복을 입고 선외로 나가 우주선의 핵융합로를 수리하고, 오로라는 선내에서 그를 돕는다. 간신히 위기를 넘기지만, 짐은 우주 공간으로 날아가 위기에 처한다. 오로라는 짐을 구조하고 의료실에서 그를 되살린다.
수리 후, 오로라는 의료실 기계를 이용해 다시 수면 상태로 돌아갈 수 있었지만, 짐과 함께 남기로 결심한다.  88년 후, 승무원들은 예정대로 깨어나 식민 행성에 도착한다. 그들은 선내에 짐과 오로라가 만든 아름다운 정원을 발견하고, 오로라가 남긴 기록을 통해 그들이 우주선에서 함께 보낸 멋진 삶에 대한 이야기를 듣게 된다.

## 출연
- 제니퍼 로렌스 - 오로라 레인
- 크리스 프랫 - 짐 프레스턴
- 마이클 신 - 아서
- 로런스 피시번 - 거스 맨큐소 대장
- 앤디 가르시아 - 노리스 선장